# داوود باقری
داود باقری (زادهٔ ۱۳۳۰ خورشیدی)، یک صداپیشه، هنرپیشه و دستیار کارگردان اهل ایران است.
وی برادرِ هنرپیشه و صداپیشه ایرانی «فرشید فرزان» است و کار صداپیشگی‌اش را از سال ۱۳۴۷ خورشیدی و بازیگری را از سال ۱۳۵۰ با فیلم رعد و برق آغاز کرد.
او همچنین مدیریت دوبلاژ در چندین فیلم کوتاه را در مجتمع فرهنگ اسلامی به‌عهده داشته است.

## گزیدهٔ آثار

### بازیگر
مجموعه با اجازه (کارگردان : علی شوقیان )

### دستیارکارگردان
فیلم رعد و برق

### صداپیشگی
تنهاترین سردار (مهدی فخيم زاده) به جای بهمن روزبهانی
- هزاردستان (به جای حسین صفاریان در نقش نوچهٔ شعبون استخونی)
- روزی روزگاری (زندانبان)
- عروسک (راجیش کانا)
- افسانه توشیشان (مأمور حکومتی)
- لونتیک و دوستانش (کارفی)[۲][۳]
- افسانه جومونگ (فرمانده هوکچی)[۴]
- فیلم «بابی جونز»[۵]